# Premi Unión de Actores a la millor actriu de repartiment de cinema
El Premi a la millor actriu de repartiment en la seva secció de cinema lliurat per la Unión de Actores y Actrices reconeix la millor interpretació d'una actriu de repartiment dins d'una pel·lícula. Es ve lliurant des de 2002, ja que entre 1991 i 2001 es va lliurar un únic premi al millor interpretació de repartiment, sense distingir entre masculina i femenina.

## Dècada de 2000
| Guanyadora | Candidates                                            | |
| 2002       | 2002                                                  | 2002 |
| ---------- | ----------------------------------------------------- | --- |
|            | Mariola Fuentes per Rosa a Hable con ella             | - Miriam Montilla per Ángela a La caja 507 - Mar Regueras per Natalia en Rencor                                 |
| 2003       |                                                       | |
|            | Leonor Watling per Ann, the Neighbor a Mi vida sin mí | - Nathalie Poza per Patricia a Días de fútbol - Berta Ojea per Ofelia a La gran aventura de Mortadelo y Filemón |
| 2004       |                                                       | |
|            | Victoria Abril per Luciana a El séptimo día           | - Marta Etura per Mimo a Frío sol de invierno - Raquel Pérez pe Carmen a Frío sol de invierno                   |
| 2005       |                                                       | |
|            | Adriana Ozores por Ana en El método                   | - Mariana Cordero per Pilar a Princesas - Violeta Pérez per Caren a Princesas                                   |
| 2006       |                                                       | |
|            | Chus Lampreave per Tía Paula a Volver                 | - Íngrid Rubio per Margalida a Salvador - Ana Wagener per Ana a AzulOscuroCasiNegro                             |
| 2007       |                                                       | |
|            | Geraldine Chaplin (1) per Aurora a L'orfenat          | - Nadia de Santiago per Carmen a Las 13 rosas - María Isasi per Trini a Las 13 rosas                            |
| 2008       |                                                       | |
|            | Lola Casamayor per Tía Marita a Camino                | - Ana Gracia per Inés a Camino - Natalia Mateo per Ajo a El patio de mi cárcel                                  |
| 2009       |                                                       | |
|            | Pilar Castro per Pilar a Gordos                       | - Lola Dueñas per Lectora de labios a Los abrazos rotos - Marta Etura per Elena a Celda 211                     |

### Dècada de 2010
| Guanyadora | Candidates                                          | |
| 2010       | 2010                                                | 2010 |
| ---------- | --------------------------------------------------- | --- |
|            | Pilar López de Ayala per Elena a Lope               | - Goizalde Núñez per Rosa a Que se mueran los feos - Carmen Ruiz per Sofía a Que se mueran los feos                       |
| 2011       |                                                     | |
|            | Petra Martínez per Sra. Verónica a Mientras duermes | - Marisa Paredes per Marilia a La piel que habito - Susi Sánchez per Mare de Vicente a La piel que habito                 |
| 2012       |                                                     | |
|            | Amparo Baró per Merche a Maktub                     | - Goya Toledo per Mari Luz a Maktub - Inma Cuesta per Carmen de Triana a Blancaneu                                        |
| 2013       |                                                     | |
|            | Alicia Rubio per Marisa a La gran familia española  | - Natalia Mateo per Natalia a Casting - Carmen Mayordomo per Carmen a Casting                                             |
| 2014       |                                                     | |
|            | Mercedes León per Señora Casa Coto a La isla mínima | - Ana Wagener per Alicia a A escondidas - Tina Sáinz per Hortensia a 2 francos, 40 pesetas                                |
| 2015       |                                                     | |
|            | Ana Fernández per Vecina a La novia                 | - María Alfonsa Rosso per Mendiga a La novia - Alexandra Jiménez per Cristina Pi a Requisitos para ser una persona normal |
| 2016       |                                                     | |
|            | Pilar Gómez per Pili a Tarde para la ira            | - Emma Suárez per Ana a Las furias - Nathalie Poza per Juana a Julieta                                                    |
| 2017       |                                                     | |
|            | Geraldine Chaplin (2) per Germaine a Tierra firme   | - Inma Cuevas per Tiffany a Toc toc - Pilar Castro per Isabel a Es por tu bien                                            |
| 2018       |                                                     | |
|            | Elvira Mínguez per Mariana a Todos lo saben         | - Petra Martínez per Julia a Petra - Sonia Almarcha per Susana a El Reino                                                 |